# Lust for Life (album Lana Del Rey)
Lust for Life è il quinto album in studio della cantautrice statunitense Lana Del Rey, pubblicato il 21 luglio 2017 dalle etichette Polydor e Interscope Records.
Lust for Life si presenta come un album dream pop, baroque pop e indie pop, con influenze hip hop, trap e rock.
Da esso, sono stati estratti come singoli ufficiali Love, Lust for Life (in collaborazione con il cantante canadese The Weeknd), Summer Bummer e Groupie Love (gli ultimi due in collaborazione col rapper ASAP Rocky e pubblicati come singoli radiofonici privi di supporto fisico). Il brano Coachella - Woodstock in My Mind è stato invece scelto come singolo promozionale.

## Antefatti e promozione
Lana Del Rey ha menzionato il disco per la prima volta nel dicembre 2015, durante un'intervista con NME, nella quale aveva affermato di avere già qualche idea per il nuovo album e di non avere molta pressione da parte della propria etichetta discografica nel produrlo e che quindi avrebbe potuto prendersi prima una pausa. Nel febbraio 2016, durante un'intervista concessa a Billboard nell'ambito dell'annuale gala in preparazione ai Grammy Awards, la cantante ha spiegato che il disco avrebbe preso una piega diversa rispetto Honeymoon, pur mantenendo orientativamente lo stesso stile musicale.
Il 17 febbraio 2017 viene messo in commercio il primo singolo della cantante proveniente dall'album, ovvero Love. Ad aprile dello stesso anno, invece, viene pubblicato il secondo singolo, il quale porta lo stesso nome del disco, ovvero Lust for Life; si tratta in questo caso di in collaborazione con il cantante canadese The Weeknd. Il 12 luglio, insieme al pre-ordine del disco, sono stati resi disponibili i singoli promozionali Summer Bummer e Groupie Love; entrambi sono stati successivamente scelti come singoli ufficiali e per questo inviati alle radio europee. L'album è arricchito dalle collaborazioni con Stevie Nicks in Beautiful People Beautiful Problems e Sean Ono Lennon in Tomorrow Never Came.

## Copertina
Del Rey rivelò la copertina l'11 aprile 2017, attraverso i suoi social media. Essa fu progettata da Mat Maitland e Markus Bagå e fotografata dalla sorella della cantante, Chuck Grant. L’acconciatura dei capelli per la foto fu fatto da Anna Cofone e il make-up da Pamela Cochrane. 
La copertina ritrae Lana Del Rey sorridente, vestendo un vestito bianco ed indossando delle margherite tra i capelli. Dietro di lei si può vedere un camion, il quale era presente anche nella cover del suo album di debutto Born to Die e in quella del suo singolo Love.

## Accoglienza
| Recensione          | Giudizio |
| ------------------- | -------- |
| AllMusic            |          |
| The Daily Telegraph |          |
| DIY                 |          |
| The Independent     |          |

Lust for Life ha ricevuto recensioni positive.  Su Metacritic, l'album ha ricevuto un punteggio medio di 77 su 100, basato su 26 recensioni, che indica «recensioni generalmente favorevoli». Questo lo rende il secondo album meglio accolto sul sito della Del Rey fino ad oggi, dopo Honeymoon.
Neil McCormick del The Daily Telegraph ha detto che l'album è un «ritorno all'hip hop swagger che ha animato il suo fantastico album di debutto nel 2012, Born To Die». Jon Pareles del The New York Times ha scritto una recensione favorevole, dicendo che l'album «in rari momenti accenna ad un occhiolino dietro le cupe ninnananne della signora Del Rey». In una recensione molto positiva del GQ Magazine, Kevin Long ha dichiarato che «come Melodrama di Lorde, Lust for Life è un'opera d'arte compiuta, un antidoto alle melodie banali che permeano le classifiche e uno dei migliori album pubblicati quest'anno finora».
Billboard ha nominato Lust for Life il loro album della settimana, scrivendo «In un gioco pop del 2017 pieno di sete, trend-hop e burn-out, Lana Del Rey ha ottenuto una notevole, singolare coerenza». Per il The Independent, Roison O'Connor ha detto che «Lust For Life è più un'elaborazione sui suoi soggetti preferiti piuttosto che una ripetizione, infatti, è il suo album più espansivo fino ad oggi», concludendo che «Del Rey è molto più consapevole di se stessa». El Hunt di DIY ha scritto che Lust for Life è «un disco che è preparato per essere veramente vulnerabile e ha un impatto molto forte».

## Tracce
1. Love – 4:32 (Elizabeth Grant, Rick Nowels, Benjamin Levin, Emile Haynie)
2. Lust for Life (feat. The Weeknd) – 4:24 (Elizabeth Grant, Rick Nowels, Abel Tesfaye, Max Martin)
3. 13 Beaches – 4:55 (Elizabeth Grant, Rick Nowels)
4. Cherry – 3:00 (Elizabeth Grant, Rick Nowels, Tim Larcombe)
5. White Mustang – 2:44 (Elizabeth Grant, Rick Nowels)
6. Summer Bummer (feat. ASAP Rocky e Playboi Carti) – 4:20 (Elizabeth Grant, Matthew Samuels, Rakim Mayers, Jordan Carter, Tyler Williams, Jahaan Sweet, Andrew Joseph Gradwohl Jr.)
7. Groupie Love (feat. ASAP Rocky) – 4:24 (Elizabeth Grant, Rick Nowels, Rakim Mayers)
8. In My Feelings – 3:58 (Elizabeth Grant, Rick Nowels)
9. Coachella - Woodstock in My Mind – 4:18 (Elizabeth Grant, Rick Nowels)
10. God Bless America - And All the Beautiful Women in It – 4:36 (Elizabeth Grant, Rick Nowels)
11. When the World Was at War We Kept Dancing – 4:35 (Elizabeth Grant, Rick Nowels, Dean Reid)
12. Beautiful People Beautiful Problems (feat. Stevie Nicks) – 4:13 (Elizabeth Grant, Rick Nowels, Justin Parker, Stevie Nicks)
13. Tomorrow Never Came (feat. Sean Ono Lennon) – 5:07 (Elizabeth Grant, Rick Nowels, Sean Lennon)
14. Heroin – 5:55 (Elizabeth Grant, Rick Nowels)
15. Change – 5:21 (Elizabeth Grant, Rick Nowels)
16. Get Free – 5:34 (Elizabeth Grant, Rick Nowels, Kieron Menzies)

## Successo commerciale
Lust for Life ha debuttato al numero uno della Billboard 200 degli Stati Uniti con 107.000 unità equivalenti all'album, di cui 80.000 sono state vendite di album puri, segnando il secondo album numero uno della Del Rey nella classifica. L'album ha debuttato al numero uno anche nella classifica degli album inglesi, dando alla Del Rey il suo terzo album numero uno nella classifica. In Corea del Sud, l'album ha debuttato al numero 57 nella Gaon Album Chart e al numero cinque nella versione internazionale della stessa classifica.

## Classifiche

### Classifiche settimanali
| Classifica (2017)         | Posizione massima |
| ------------------------- | ----------------- |
| Argentina                 | 1                 |
| Australia                 | 1                 |
| Austria                   | 5                 |
| Belgio (Fiandre)          | 4                 |
| Belgio (Vallonia)         | 2                 |
| Canada                    | 1                 |
| Corea del Sud             | 57                |
| Croazia                   | 2                 |
| Danimarca                 | 5                 |
| Finlandia                 | 3                 |
| Francia                   | 3                 |
| Germania                  | 8                 |
| Grecia                    | 7                 |
| Irlanda                   | 2                 |
| Italia                    | 6                 |
| Messico                   | 4                 |
| Norvegia                  | 1                 |
| Nuova Zelanda             | 2                 |
| Paesi Bassi               | 6                 |
| Polonia                   | 2                 |
| Portogallo                | 1                 |
| Regno Unito               | 1                 |
| Repubblica Ceca           | 2                 |
| Scozia                    | 1                 |
| Spagna                    | 1                 |
| Stati Uniti               | 1                 |
| Stati Uniti (Alternativa) | 1                 |
| Svezia                    | 1                 |
| Svizzera                  | 2                 |
| Ungheria                  | 18                |

### Classifiche di fine anno
| Classifica (2024) | Posizione |
| ----------------- | --------- |
| Portogallo        | 187       |